# Variabile Alfa Cygni
Una variabile Alfa Cygni è una stella variabile. Si tratta usualmente di supergiganti di classe spettrale Aep o Bep, la cui luminosità varia di 0,1 magnitudini. Esse presentano molti cicli di variabilità sovrapposti, con periodi che vanno da alcuni giorni a molte settimane. Si pensa che la loro variabilità sia dovuta a pulsazioni non radiali della superficie stellare. Si tratta di variabili difficili da studiare dato che presentano piccole variazioni con periodi abbastanza lunghi.
La prima stella individuata di questo tipo, Deneb (α Cygni), varia tra magnitudine 1,210 e 1,290 in periodi non ancora ben determinati.

## Principali variabili Alfa Cygni
| Nome comune | Nome alternativo | Magnitudine apparente max/min | Tipo spettrale | Periodo (giorni) |
| ----------- | ---------------- | ----------------------------- | -------------- | ---------------- |
| Rigel       | β Orionis        | 0,17 - 0,22                   | B8Iae          |                  |
| Deneb       | α Cygni          | 1,21 - 1,29                   | A2Iae          |                  |
| Alnilam     | ε Orionis        | 1,64 - 1,74                   | B0,5Iabea      |                  |
| Aludra      | η Canis Majoris  | 2,38 - 2,48                   | B5 Ia          | 4,7              |
|             | ο2 Canis Majoris | 2,97 - 3,05                   | B3 Ia          | 24,44            |
|             | ρ Leonis         | 3,83 - 3,9                    | B1ab           | 3,427            |
|             | κ Cassiopeiae    | 4,18 - 4,25                   | B1eaIa         | 2,647            |
|             | σ Cygni          | 4,19 - 4,26                   | A0 Ia          | 2,647            |
|             | HD 90772         | 4,64 - 4,71                   | A7Ia-O         | 47,2534          |
|             | HD 21389         | 4,65 - 4,69                   | A0 Ia          | 16,8             |
|             | χ2 Orionis       | 4,68 - 4,72                   | B2 Iaev        | 2,8682           |
|             | 9 Cephei         | 4,69 - 4,78                   | B2Ib           | 11,0             |
|             | 55 Cygni         | 4,81 - 4,87                   | B3eaIa         | 4,8847           |
|             | μ Normae         | 4,87 - 4,98                   | O9,7Iab        |                  |
|             | HD 79186         | 4,97 - 5,04                   | B5la           |                  |

Fonte: Variables of α Cygni type (Alcyone)